# Alcithoe wilsonae
Alcithoe wilsonae là một loài ốc biển kích thước lớn hiếm gặp, là động vật thân mềm chân bụng sống ở biển trong họ Volutidae, họ ốc dừa.